# Itzik Feffer
Itzik Feffer (Shpola,10 de setembro de 1900 - Moscou,12 de agosto de 1952), também conhecido como Fefer (iídiche איציק פֿעפֿער, idioma russo Ицик Фефер, Исаàк Соломòнович Фèфер) foi um poeta yidis soviético executado na Noite dos Poetas Assassinados durante a Grande Purga de Josef Stalin.

## Início de vida
Itzik Feffer nasceu em Shpola, uma cidade em Zvenígorod uyezd (distrito) de Kiev Gubérniya, Império russo.

## Carreira

### Segunda Guerra Mundial
Durante a Segunda Guerra Mundial, era um jornalista militar com o grau de Coronel e foi vice-presidente do Comité Judeu Antifascista. Ele e Solomon Mikhoels viajaram aos Estados Unidos em 1943 numa viagem de arrecadação de fundos bem documentado.

### Detenção e morte
Em 1948, depois do assassinato do Presidente da JAC Solomon Mikhoels, Feffer, junto com outros membros da JAC, foi detido e arguido de traição à pátria. Feffer tinha sido informante da NKVD (precursor do KGB) desde 1943.
Segundo os relatórios, Feffer cooperou com a investigação, fornecendo informação falsa que conduziu à detenção e condenação de mais de cem pessoas. Mas, no julgamento, fez declarações nacionalistas abertas e expressou orgulho por sua identidade judia.
Feffer também supostamente tinha sido um dos "poetas yiddish mais leais e conformistas", que tinham ajudado a fazer cumprir o estrito controle ideológico sobre outros escritores yiddish, e tinha uma história para denunciar colegas por sua "histeria nacionalista". No entanto, em 1952, Feffer, junto com outros arguidos, foi julgado num julgamento JAC fechado e executado a 12 de agosto de 1952, em Lubianka.
Feffer foi reabilitado postumamente em 1955, depois da morte de Stalin.

## Paul Robeson
O cantor de concerto e ator estadounidense Paul Robeson reuniu-se com Feffer a 8 de julho de 1943, em Nova York, durante um evento do Comité Judeu Antifascista presidido por Albert Einstein, uma das maiores manifestações pró-soviéticas jamais celebradas nos Estados Unidos. Após a manifestação, Paul Robeson e sua esposa Eslanda Goode Robeson, fizeram-se amigos de Feffer e Mikhoels.
Seis anos mais tarde, em junho de 1949, durante a celebração do 150° aniversário do nascimento de Aleksandr Pushkin, Robeson visitou a União Soviética para cantar em concerto. De acordo com David Horowitz,
En Estados Unidos, la pregunta "¿Qué pasó con Itzhak Feffer?" ha entrado en la moneda de debate político. Se hablaba en los círculos intelectuales que Judios estaban siendo asesinados en una nueva purga Soviética y que Feffer fue uno de ellos. Fue para sofocar estos rumores de que Robeson pidió ver a su viejo amigo, pero él le dijo a funcionarios soviéticos que iba a tener que esperar. Finalmente, se le informó que el poeta estaba de vacaciones en Crimea y lo vería tan pronto como regresó. La realidad era que Feffer ya había estado en la cárcel por tres años, y sus captores soviéticos no quería llevarlo con Robeson de inmediato porque se había convertido en un demacrado por falta de alimentos. Mientras Robeson esperó en Moscú, la policía de Stalin trajo Feffer después de salir de la cárcel, lo puso al cuidado de los médicos, y comenzó a engordar para la entrevista. Cuando volvió a estar lo suficientemente sano, fue llevado a Moscú. Los dos hombres se encontraron en una habitación que estaba bajo vigilancia secreta. Feffer sabía que no podía hablar con libertad. Cuando Robeson preguntó cómo estaba, sacó su dedo con nerviosismo por la garganta e hizo un gesto con los ojos y los labios a su compañero americano. Van a matarnos, dijo. Cuando regreses a América debes hablar y salvarnos.

Durante seu concerto em Tchaikovsky Hall a 14 de junho - que foi transmitido a todo o país - Robeson rendeu publicamente uma homenagem a Feffer e ao falecido Mikhoels, cantando a canção Fareynikte Partizaner Organizatsye "Zog Nit Keynmol" em russo e em yiddish. As gravações do concerto sobreviveram, mas as palavras faladas de Robeson perderam-se. O filho de Robeson, Paul Robeson Jr., conta sobre esse episódio na biografia de seu pai no documentário de Nikolay Milovidov, "O nome dele era Robeson" (1998).

## Trabalho literário
Feffer foi um poeta prolífico que escreveu quase exclusivamente em yidis, e seus poemas foram amplamente traduzidos ao idioma russo e ao idioma ucraniano. Considera-se-lhe um dos maiores poetas soviéticos no idioma yiddish e seus poemas foram amplamente admirados dentro e fora de Rússia.

### Dei Shotns fun Varshever Geto
Seu poema épico Dei Shotns fun Varshever Geto ("As Sombras do gueto de Varsovia" é uma homenagem aos 750 judeuos que se rebelaram contra o levantamento do gueto de Varsovia e deram sua vida lutando contra a tirania durante a Segunda Guerra Mundial.

## Livros de poesia
- Shpener (Astillas), 1922;
- Vegn zikh um azoyne vi ikh (A respeito de mim e outros como eu), 1924;
- A shteyn tsu a shteyn (Uma pedra sobre uma pedra.), 1925;
- Proste reyd (Palavras simples), 1925;
- Bliendike mistn (Florecimiento de lixo), 1926, um título paradójico da reactivação de um shtetl na época soviética;
- Gefunene funken (Sparkles encontrados), 1928;
- Gevetn (Concorrência), 1930;
- Plakatn af bronze (Cartazes em bronze), 1932;
- Kraft (Força), 1937;
- Roytarmeyish 1943;
- Afsnay (De novo), 1948.